# Нарышкино (Тамбовская область)
Нарышкино — деревня в Петровском районе Тамбовской области России. 
Входит в Успеновский сельсовет.

## География
Расположена у истоков ручья Безымянного, впадающего в реку Горитовку (приток Воронежа), в 16 км к северо-западу от райцентра, села Петровское, и в 87 км к западу от центра Тамбова.

## Население
| 2002 | 2010 |
| ---- | ---- |
| 333  | ↘250 |

Согласно результатам переписи 2002 года, в национальной структуре населения русские составляли 95 % от жителей.